# Courtage en ligne
Un courtier en ligne (ou e-courtier) est un courtier proposant une activité de courtage directement via Internet. Apparue au début des années 2000, cette technique de courtage en ligne s’est développée avec l’amélioration des connexions Internet. La vitesse de connexion et la baisse des prix ont séduit un plus large public et ont facilité l’accès au courtage.
Les courtiers en bourse permettent à leurs clients de suivre les évolutions des marchés en quasi temps réel. Les autres avantages du courtage en ligne sont l’instantanéité des passages d’ordres de bourse et la possibilité de réaliser des transactions en continu. Avec l’explosion d’Internet, le nombre de courtiers s'est multiplié et aujourd'hui la bourse est plus accessible que jamais. Les courtiers en ligne sont soumis aux mêmes règles que les courtiers traditionnels et doivent être référencés et contrôlés par l’AMF et l’ACP pour exercer. 
Ils offrent, en général, la possibilité de négocier des produits variés : actions, obligations, CFD, futures, warrant, turbos, Forex (devises), etc.

## Liste de quelques courtiers en France
Aux côtés des banques offrant traditionnellement un service de transmission/réception d'ordre et exécution, qui proposent quasiment toutes d'effectuer les mêmes opérations via Internet, se sont créés des courtiers spécialisés, qui n'offrent quelquefois que la fonction de transmission/réception d'ordres. La forte concurrence qui perdure entre ces courtiers implique des offres commerciales agressives, et une offre tarifaire en évolution constante (les tarifs disponibles sur des comparateurs tels que LittleCreek.fr).
- BforBank
- Binck.fr[4] (racheté par Saxo Banque)
- Bourse Direct
- Boursorama
- Cortal Consors
- Degiro (racheté par Flatex (de))
- EasyBourse
- Fortuneo
- iDealing
- ING
- Interactive Brokers
- Saxo Banque[5]
- StartFinance